# بسر حلو
بسر حلو هو أحد أنواع التمور التي ينتجها الجنوب التونسي. 

## الثمار
يحبذ أن تؤكل ثمار البسر حلو وهي ما زالت بسرا، ولذلك فهي تجنى وهي ما تزال. أما إذا تحولت إلى تمر فتكون الثمرة ذات قشرة غليظة ومنفصلة عن لبها. وتتميز ثمار البسر حلو بشكلها المستدير وحجمها الصغير. بسرا، عند جنيها تقطع عراجين البسر حلو وتباع في هذه الحالة سواء بالأسواق المحلية بمنطقة الواحات أو بغيرها من أسواق البلاد التونسية وصولا إلى العاصمة.

## النخلة
يميز الفلاحون نخلة البسر حلو عن غيرها من النخيل بجريدها الكثيف والقصير نسبيا، وبسعفها الحاد، ويضاف إلى ذلك خلال موسم الجني أنها ذات أعذاق برتقالية. وتنتج نخلة البسر حلو عددا كبيرا من العراجين ذات الأحجام المتوسطة.

## معرض صور

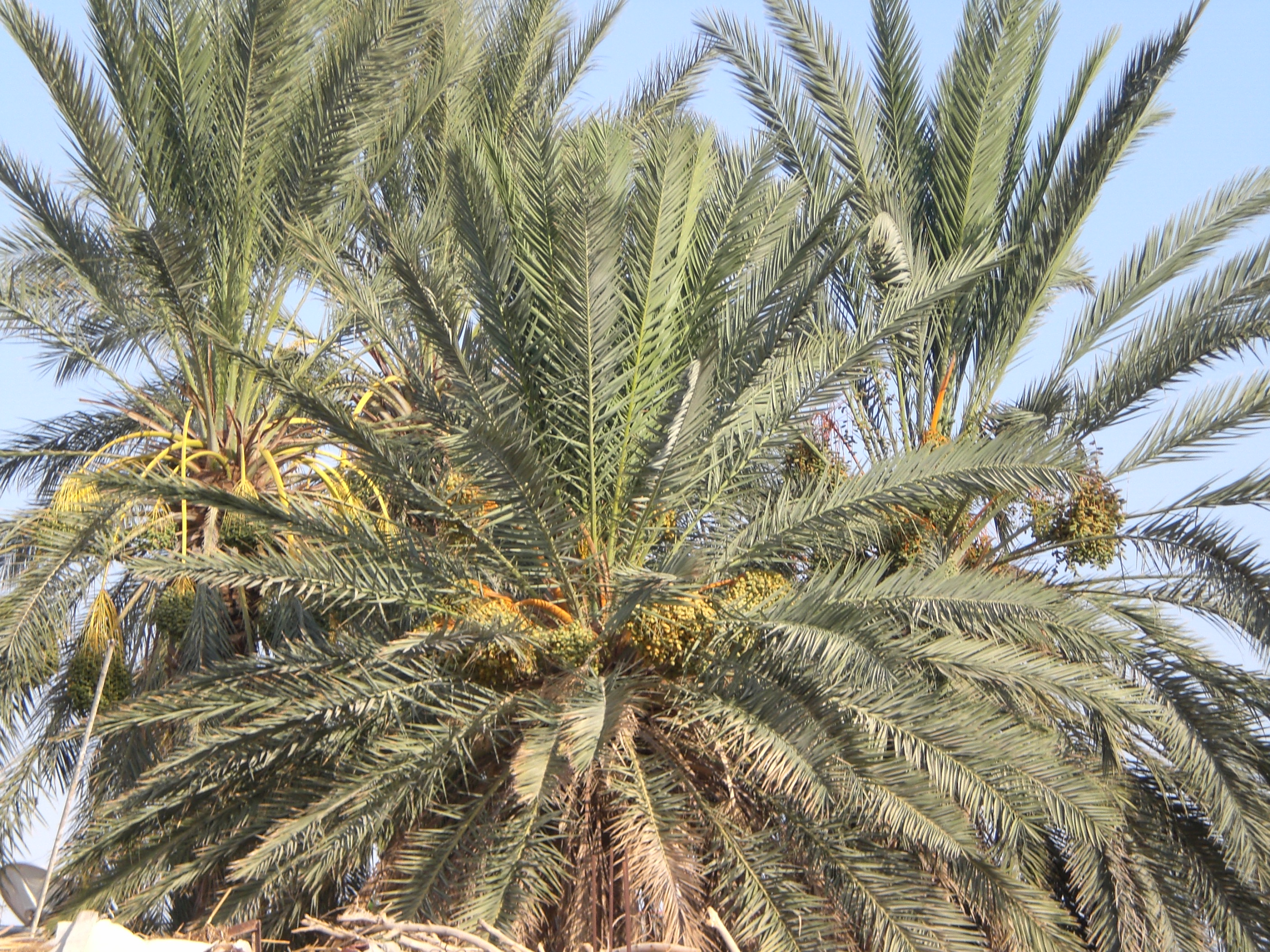
ثلاث نخلات، الوسطى منها نوع بسر حلو
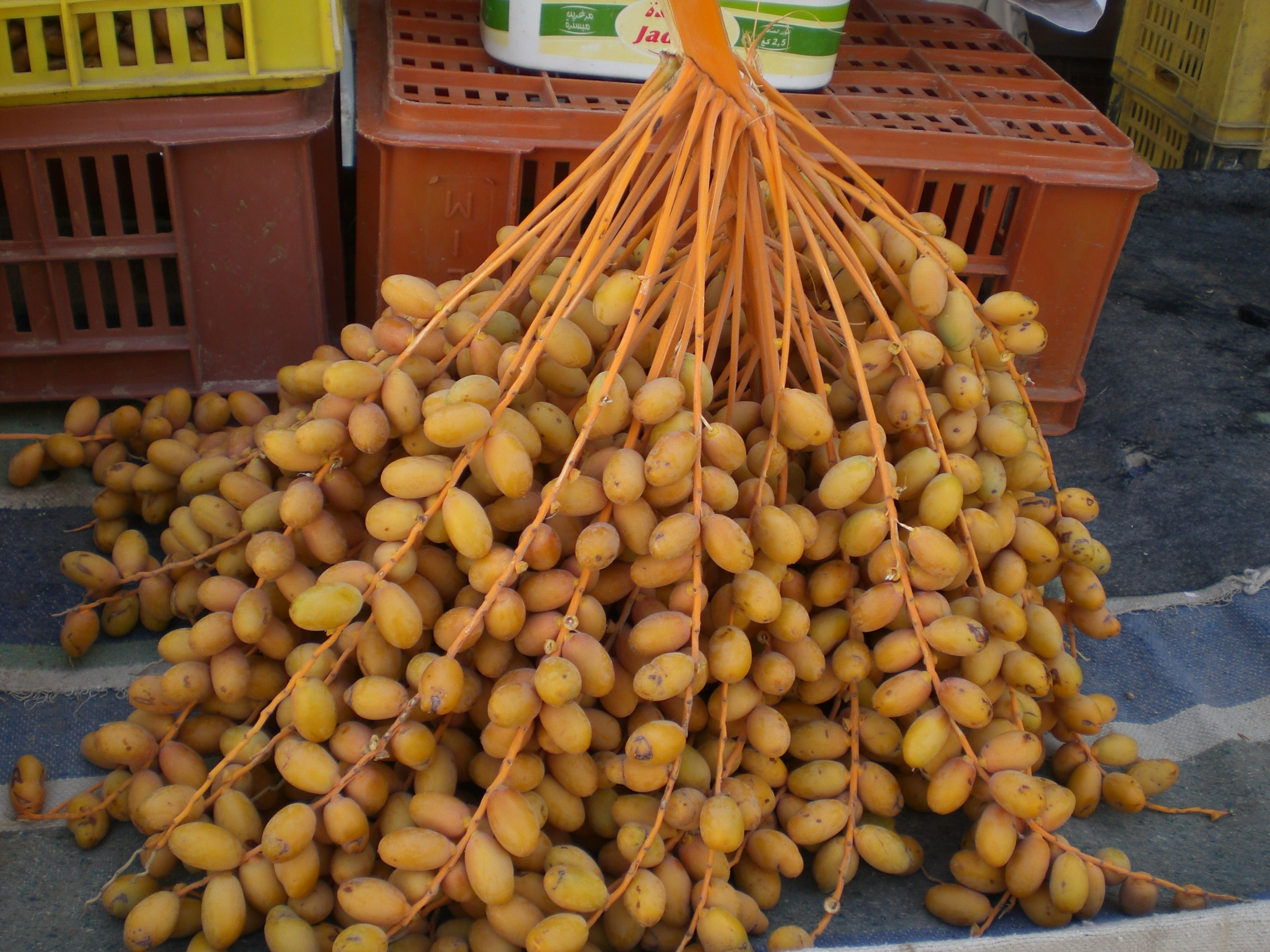
عذق من بسر حلو
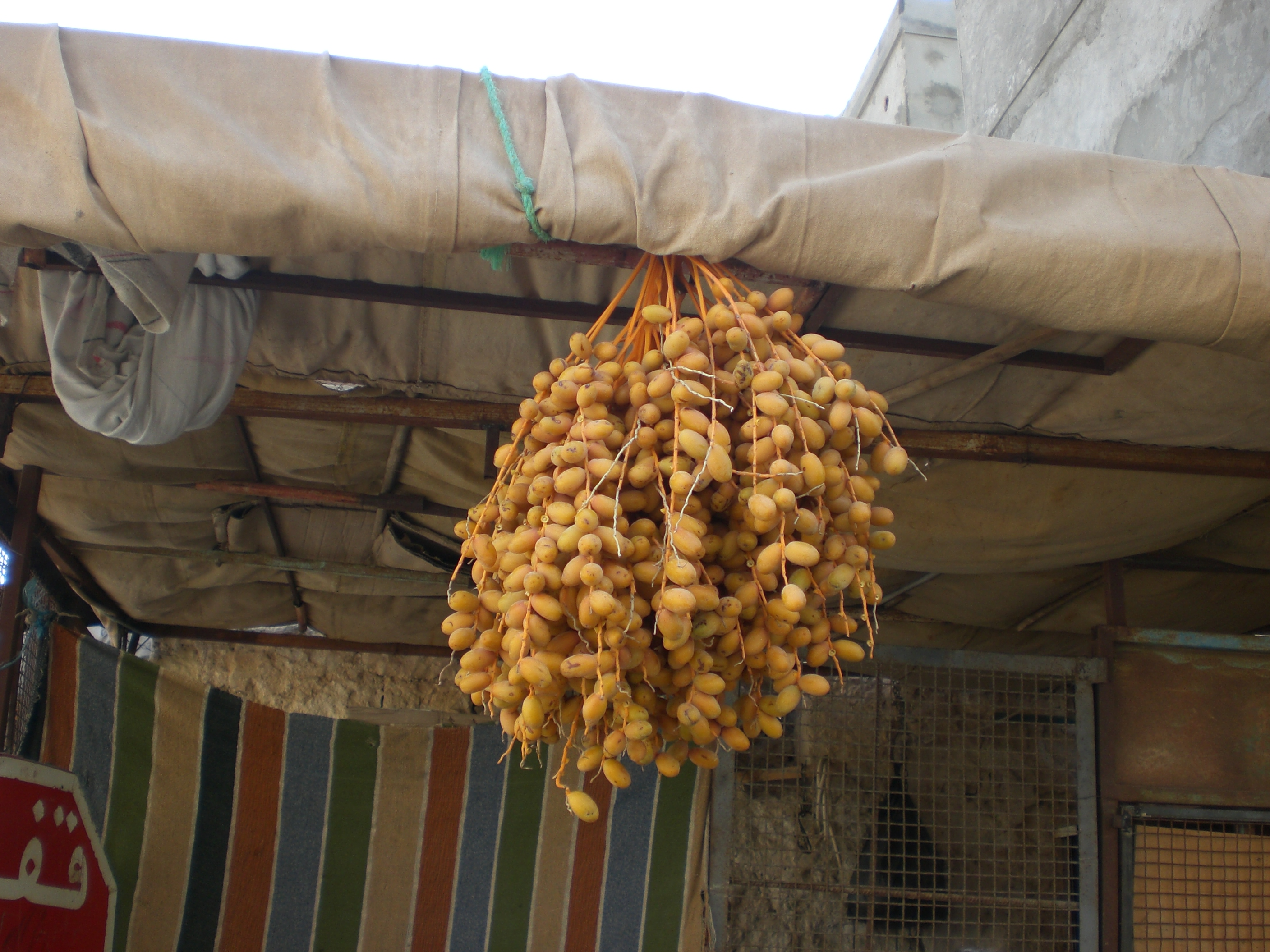
عذق للبيع من بسر حلو